# Anorcota platyxantha
Anorcota platyxantha är en fjärilsart som beskrevs av Edward Meyrick 1909. Anorcota platyxantha ingår i släktet Anorcota och familjen fransmalar. Inga underarter finns listade i Catalogue of Life.